# Acciaccatura

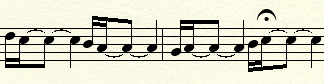
Interpretació de lacciaccatura

De l'italià acciaccare, "picar", una acciaccatura (de vegades anomenat appoggiatura curta) és un ornament musical menys important melòdicament que l'appoggiatura llarga, on el retard en l'execució de la nota principal és clarament perceptible. És un ornament que es va fer servir als segles XVII i XVIII, principalment a Itàlia.

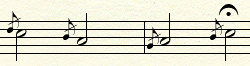
Exemple d'acciaccatura

L'aplicació d'aquest recurs de vegades varia segons el compositor o el període. Per exemple, les appoggiatures llargues de Mozart o Haydn són indistingibles visualment, a la partitura, de les acciaccatures de Mússorgski o Prokófiev.
Segons l'instrument la interpretació pot variar. Per exemple, al piano, en què es poden tocar dos notes alhora l'acciaccatura fa sonar simultàniament les dues notes, amb la principal, deixant anar l'ornamental immediatament.

L'acciaccatura s'escriu amb la nota ornamental lligada a la nota principal i amb una tipografia més petita, generalment ratllant-la.

Això s'hauria d'interpretar com segueix:
I sona com segueix:  Acciaccatura (?·pàg.)
Generalment, a més, a les acciaccatures s'hi arriba per salt (és a dir, amb una distància més llarga que un to) i se'n surt per un pas (amb una distància d'un to o un semitò), tot i que també trobem exemples en què això no és així, com per exemple al Carnaval dels Animals de Saint-Saëns